# Sawla-Tuna-Kalba District
Der Sawla-Tuna-Kalba District ist ein Distrikt der Savannah Region im Norden Ghanas und befindet sich in deren südöstlichem Teil.

## Geschichte
Ursprünglich war er 1988 Teil des damals größeren Bole District, bis der nördliche Teil des Distrikts durch ein Dekret von Präsident John Agyekum Kufuor am 27. August 2004 abgetrennt wurde, um den Sawla-Tuna-Kalba District zu schaffen; der verbleibende Teil wurde als Bole District beibehalten. Die Distriktversammlung befindet sich im westlichen Teil der Savannah Region und hat Sawla als Hauptstadt.

## Einwohnerentwicklung
Die folgende Übersicht zeigt die Einwohnerzahlen nach dem jeweiligen Gebietsstand.
| Jahr | Einwohner |
| ---- | --------- |
| 2010 | 99.863    |
| 2021 | 112.664   |